# 阿尼瓦角
阿尼瓦角（羅馬化：Mys Aniva）或中知床岬（日语：／ Nakashiretoko misaki */?）是位於俄羅斯萨哈林岛南部托尼诺-阿尼瓦半岛南端的突出海角。南临宗谷海峡，西濒阿尼瓦灣，東滨鄂霍次克海。庫頁島於日本統治時代时，中知床岬屬於樺太大泊郡知床村管轄。半岛东海岸由阿尼瓦角向北有帕夫洛维奇角、科尔涅利角、葉夫斯塔菲角、梅纳普齐角、格罗兹内角、韦利堪角、热列兹内角和斯沃博德内角，西海岸有穆拉莫尔内角和格林角。角上有Анива (маяк)。

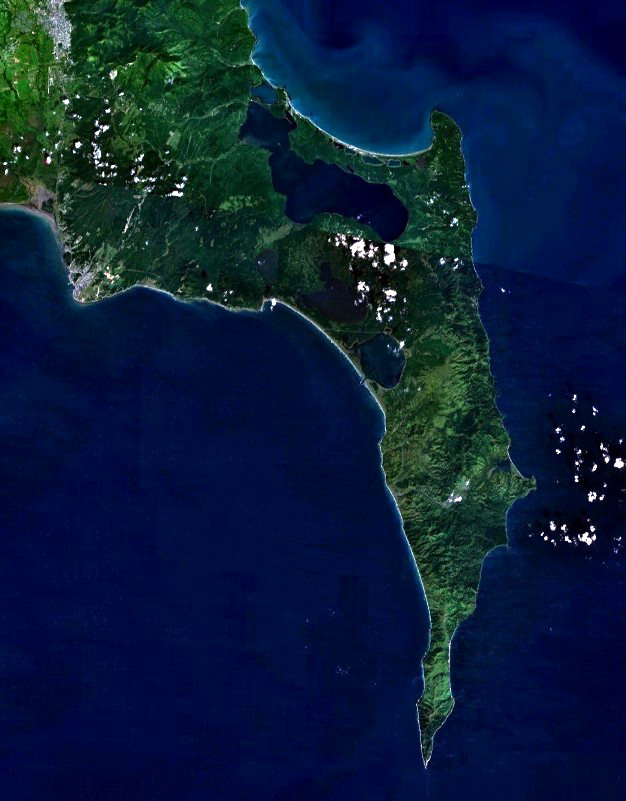
托尼诺-阿尼瓦半岛

## 引用
1. ↑  Kado Yukihiro, Ishimoto Masaaki, Kaku Satoru, Hara Tomonori 角幸博、石本正明、角哲、原朋教. . CiNii.   [2021-01-23]. （原始内容存档于2019-04-17） （英语）.

## 關連項目
- 阿尼瓦湾
- 捷尔佩尼耶角
- 捷尔佩尼耶半岛
- 克里利翁角
- 克里隆灯塔（俄语：Крильон (маяк)）
- 克里利翁半岛
- 阿尼瓦燈塔（俄语：Анива (маяк)）
- 愛郎岬灯台（Маяк Тонин）
- (舊)樺太廳道大泊中知床岬線
- (舊)樺太廳道榮濱中知床岬線

## 外部參考文獻連結
- http://www.sakhalin.ru/Region/lighthouses/aniva.htm （页面存档备份，存于）（俄文）
- http://www.sakhalin.ru/Region/lighthouses/aniva.htm （页面存档备份，存于）（俄文）
- http://www.sakhalin.ru/Region/lighthouses/tonin.htm （页面存档备份，存于）（俄文）
- 日本建築学会技術報告集[永久]（日語）
- 土木建築工事画報 （页面存档备份，存于）（日語）
- （英文）